# Slow Train Coming
Slow Train Coming är Bob Dylans första uttalat kristna musikalbum, släppt den 20 augusti 1979. Mark Knopfler och Pick Withers från Dire Straits medverkade på albumet, vilket ansågs som ett lyckat samarbete. Låten "Gotta Serve Somebody" blev en singelhit.

## Låtlista
Låtarna skrivna av Bob Dylan.
1. "Gotta Serve Somebody" - 5:22
2. "Precious Angel" - 6:27
3. "I Believe in You" - 5:02
4. "Slow Train" - 5:55
5. "Gonna Change My Way of Thinking" - 5:25
6. "Do Right to Me Baby (Do Unto Others)" - 3:50
7. "When You Gonna Wake Up" - 5:25
8. "Man Gave Names to All the Animals" - 4:23
9. "When He Returns" - 4:30

## Medverkande
- Bob Dylan - gitarr, sång
- Barry Beckett - keyboard, percussion
- Micky Buckins - percussion
- Tim Drummond - bas
- Mark Knopfler - gitarr
- Pick Withers - trummor
- Carolyn Dennis - stämma
- Helena Springs - stämma
- Regina Harris - stämma

## Listplaceringar
| Lista (1979)   | Position |
| -------------- | -------- |
| Finland        | 3        |
| Kanada         | 9        |
| Nederländerna  | 5        |
| Norge          | 1        |
| Storbritannien | 2        |
| Sverige        | 2        |
| USA            | 3        |
| Västtyskland   | 22       |
| Österrike      | 11       |